# Sistema della mutua nazionale
Il sistema della mutua nazionale è un sistema sanitario fondato su di un unico pagatore, assimilabile allo Stato e finanziato tramite la tassazione o contributi sociali obbligatori, e su un vario numero di fornitori di servizio da esso finanziato.
Viene in pratica considerato come un sistema intermedio tra il modello Bismarck e il modello Beveridge in quanto prevede una copertura universale tramite lo Stato, come Beveridge, ma anche una moltitudine di fornitori di servizio che operano secondo logiche concorrenziali, come in Bismarck.
Ad oggi è particolarmente diffuso nei Paesi più avanzati dell'Asia: Giappone e Corea del Sud adoperano tale sistema.